# マリアツェル
マリアツェル（Mariazell）はオーストリアの町。シュタイアーマルク州・ブルック・アン・デア・ムーア郡に属する。オーストリアの代表的巡礼地である教会（バシリカ）と、ウィンタースポーツで知られる。小さな町だが"市"の称号を持っている。
交通機関として、ザンクト・ペルテンと結ぶオーストリア連邦鉄道マリアツェル線があるが、最寄りのマリアツェル駅は隣接する町ザンクト・ゼバスティアンにある。